# Istiodaktyl
Istiodaktyl (Istiodactylus) – rodzaj pterozaura żyjącego w epoce kredy wczesnej, około 120 milionów lat temu. Pierwsze skamieniałości znaleziono na wyspie Wight należącej do Anglii, uznano je za holotyp nowego gatunku O. latidens (po łacinie szerokozębny) rodzaju Ornithodesmus w 1901. Gatunek przeniesiono do odrębnego rodzaju Istiodactylus w 2001; nazwa pochodzi z greki i oznacza „żeglujący palec”. Więcej okazów odkryto w 1913 i Istiodactylus był przez większość XX wieku jedynym pterozaurem znanym z zachowanych trójwymiarowych skamieniałości.
Istiodactylus był dużym pterozaurem. Rozpiętość jego skrzydeł szacuje się na między 4,3 a 5 m. Czaszka mierzy 45 cm, jest względnie krótka i szeroka jak na pterozaura. Przód pyska był niski i tępy, nosił półokrąg 48 zębów. Trójkątne zęby były rozmieszczone blisko siebie, zachodząc częściowo na siebie i tworząc zarys brzytwy. Żuchwa miała zębowaty wyrostek zazębiający się z zębami. Czaszkę charakteryzował bardzo duży otwór nosowo-przedoczodołowy (w porównaniu z oknem przedoczodołowym i otworem kostnym nozdrza zewnętrznego) i smukły oczodół. Część kręgów połączyła się w notarium, do którego przyłączały się łopatki. Kończyny przednie były bardzo duże, na długim palcu rozpościerała się błona. Natomiast kończyny tylne były niewielkie.
Do XXI wieku Istiodactylus był jedynym pterozaurem swego rodzaju, umieszczanym we własnej rodzinie Istiodactylidae i w obrębie większej grupy Ornithocheiroidea. Istiodactylus odróżniał się od innych istiodaktylidów proporcjonalnie krótszą czaszką. Wyróżniające się zęby istiodaktyla wskazują, że żywił się on padliną, być może wykorzystywał zęby do odrywania kawałków mięsa z dużych zwłok, jak foremka do ciasteczek. Skrzydła istiodaktyla mogły być zaadaptowane do szybowania, co pomagałoby mu znajdować padlinę przed mięsożercami chodzącymi po lądzie. Istiodactylus znany jest z formacji Wessex i młodszej formacji Vectis, reprezentujących środowiska rzeczne i przybrzeżne, które dzielił z innymi pterozaurami, dinozaurami i innymi zwierzętami.

## Budowa

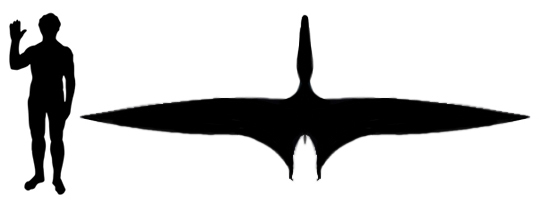
Porównanie wielkości istiodaktyla i człowieka rozumnego

Istiodactylus był dużym pterozaurem. Rozpiętość jego skrzydeł szacuje się na między 4,3 a 5 m. Czyni go to największym członkiem jego rodziny Istiodactylidae. Pewne izolowane fragmenty kości skrzydeł pterozaurów mogące należeć do tego rodzaju sugerują rozpiętość skrzydeł 8 m. Najbardziej kompletna czaszka szacowana jest na 45 cm długości, w oparciu o długość wcześniej nieznanych fragmentów szczęk, opisanych w 2012. Przedtem oceniano ją na 56 cm. Przy 28,5 cm długości szczęka i żuchwa stanowiły poniżej 80% całkowitej długości czaszki, krótkiej jak na pterodaktyla. Jako pterozaur Istiodactylus pokryty był włosowatymi wyrostkami pycnofibres i miał szerokie błony skrzydeł, rozpostarte na długim palcu.
Czaszkę istiodaktyl miał względnie krótką i szeroką w porównaniu do większości innych pterozaurów. Miała ona krótki, niski pysk na wprost nozdrzy. Większość czaszki zajmował bardzo duży otwór nosowo-przedoczodołowy, w którym łączyły się otwór nosowy zewnętrzny i okno przedoczodołowe. Co niezwykłe, otwór rozciągał się za staw żuchwowy pierwotny i tył żuchwy. Smukły oczodół zajmował pozycję półleżącą, na przedzie pokryty guzowatością. Tylna część czaszki była względnie długa, sklepienie czaszki nosiło niski grzebień na przedzie. Spojenie żuchwy było skrócone, żuchwa najgłębsza była w miejscu rozejścia się ramion. Kość szczękowa, bardzo smukła, mierzyła 6-7 mm grubości. Koniec dzioba był zaokrąglony, tępy, ciężkiej budowy.

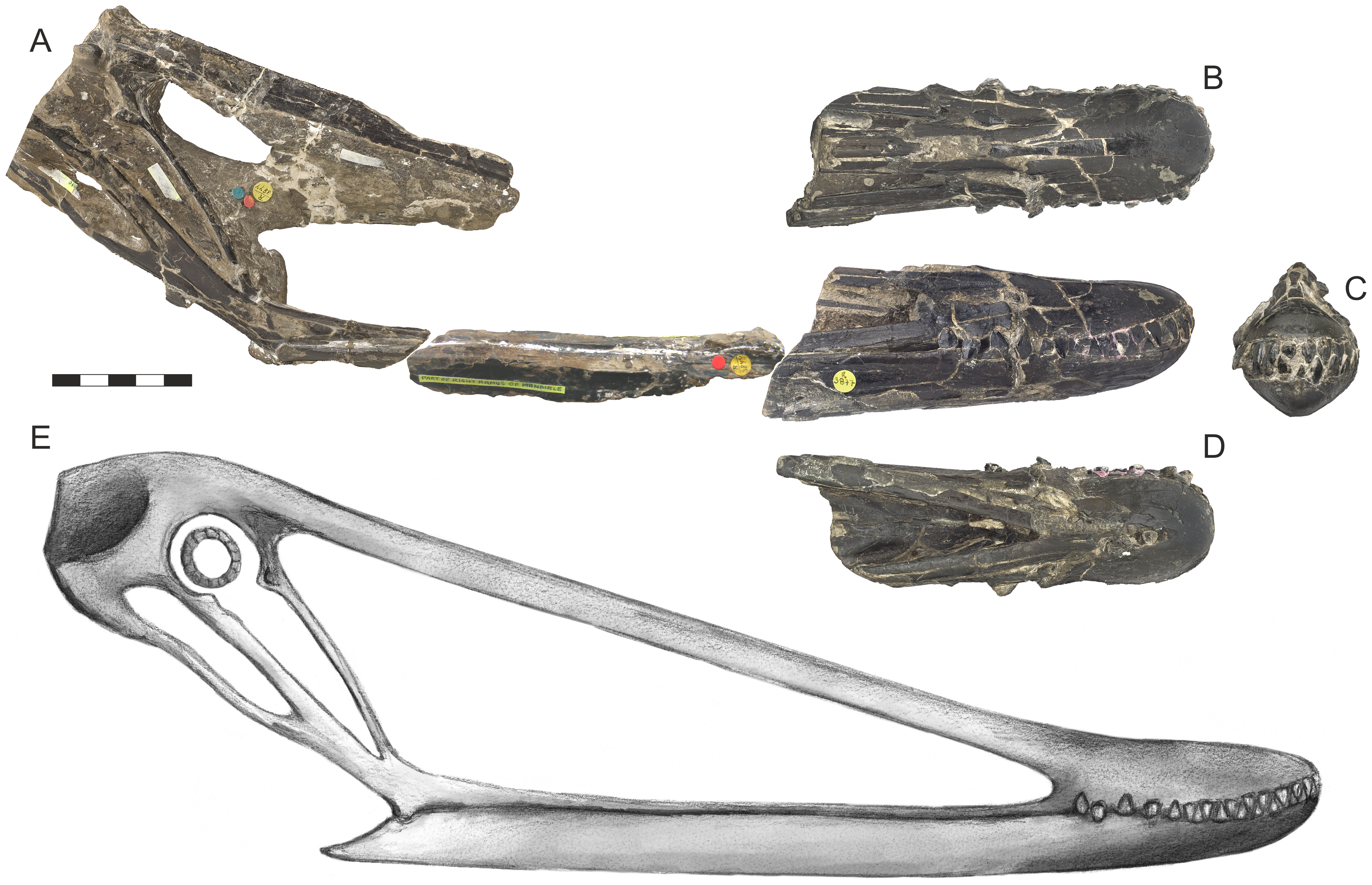
Fragmenty czaszki okazu NHMUK R3877 i rekonstrukcja czaszki autorstwa Wittona z 2012

48 równej wielkości trójkątnych, spłaszczonych bocznie zębów tworzyło półokrąg. Zęby przyrównywano do płatków kwiatu bądź lancetu. Cechowały się one ostro zakończoną koroną i trójkątnym korzeniem, krótszym od korony. Korony nie wydają się jednak ostre, większość z nich kończy się tępo, bądź są starte od zużycia. Ich brzegi nie wykazują ząbkowania, mają jednak słabo zaznaczone kile. Szczęka liczyła 24 zęby, ograniczone do części naprzeciw nozdrza. Żuchwa również miała ich 24, wszystkie w okolicy spojenia. Zęby szczęki i żuchwy zachodziły na siebie, tworząc zygzakowaty kontur brzytwy. Przednie zęby były gęsto upakowane, tylne nieco luźniej, z przerwami dla zębów na wprost nich. Ostry wyrostek między dwoma zębami na przedzie żuchwy opisano pod nazwą odontoid, co znaczy „pseudoząb”, wcześniej zinterpretowano go jako właściwy ząb. Mogła pokrywać go keratynowa otoczka, tak że współtworzył z zębami zgryz.
Poza czaszką szkielet Istiodactylus przypominał kośćce innych Ornithocheiroidea. Kręgosłup, kończyny przednie i tylne oraz kości tułowia cechowała pneumatyzacja – kości obejmowały worki powietrzne. Kręgi miały wysokie łuki kręgowe, opadające w dół blaszki. Połączone kręgi w okolicy pasa barkowego w liczbie sześciu tworzyły notarium. Ich wyrostki kolczyste łączyły się w jedną płytkę połączoną stawowo z łopatką. Główna część mostka była bardzo głęboka, z łukowatym przednim brzegiem i płytkim, trójkątnym grzebieniem. Powierzchnia mostka kontaktująca się z kością kruczą miała kształt siodła, była asymetryczna. Krępa kość ramienna nosiła ostro zakrzywiony grzebień naramienno-piersiowy. Istiodactylidae miały duże, do 4,5 raza dłuższe od tylnych, kończyny przednie. Długi palec, na którym opierała się błona, stanowić mógł aż połowę szkieletu skrzydła. Kończyny tylne były w porównaniu z przednimi krótkie, stopy były tak długie, jak krótki trzeci palec dłoni.

## Historia odkrycia

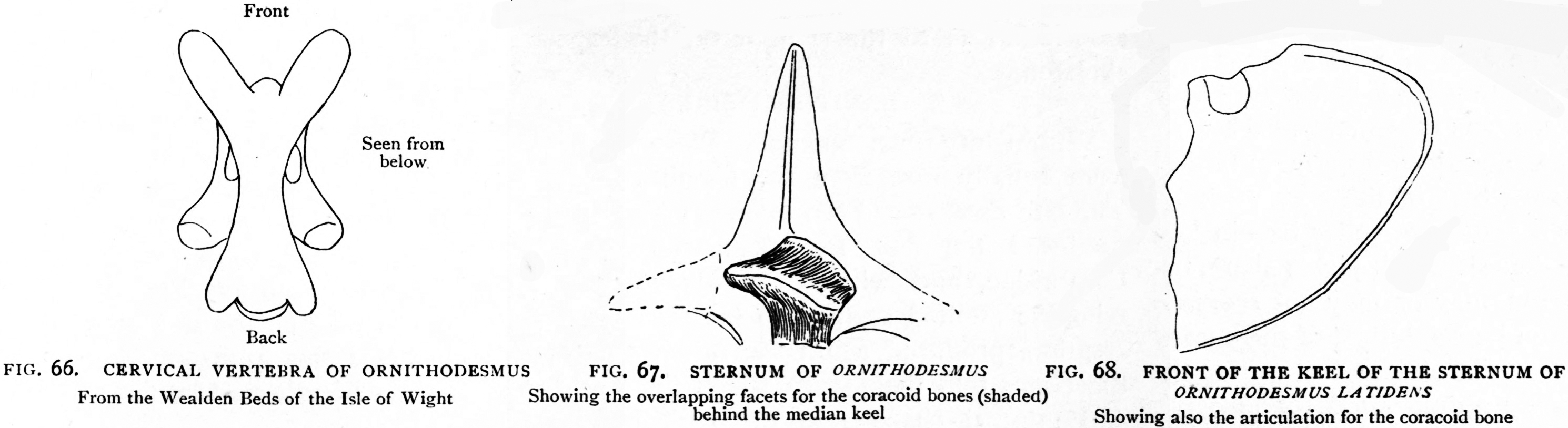
Kręgi szyjne i fragmenty mostka holotypu (NHMUK R176) wedle Seeleya (1901)

W 1887 brytyjski paleontolog Harry G. Seeley opisał skamieniałe synsakrum z wyspy Wight u południowego wybrzeża Anglii. Choć porównywał je ze szczątkami dinozaurów (we współczesnym rozumieniu nieptasich dinozaurów) i pterozaurów, doszedł do wniosku, że znalezisko należało do ptaka (choć przypominało nieptasiego dinozaura bardziej, niż jakikolwiek ze znanych ptaków). Nadał mu nazwę Ornithodesmus cluniculus. Brytyjski geolog John W. Hulke zasugerował później, że ornitodesm był pterozaurem, znajdując podobieństwa kości do widzianych przedtem. Seeley nie zgodził się z nim. W 1901 Seeley opublikował Dragons of the Air ("Smoki powietrza"), pierwszą popularnonaukową książkę poruszającą temat pterozaurów. Opisał w niej okaz NHMUK R176 z Muzeum Historii Naturalnej w Londynie, wcześniej znany jako BMNH, znaleziony przez wielebnego Williama Foxa w Atherfield Ledge na wyspie Wight, dostarczony do British Museum w 1882. Okaz NHMUK R176 przypisany został do gatunku Ornithocheirus nobilis przez angielskiego przyrodnika Richarda Lydekkera w 1888. Seeley jednak widział w nim kolejny gatunek Ornithodesmus, którego zaczął uznawać za pterozaura. Nadał mu nazwę O. latidens; latus znaczy po łacinie szeroki, a dens oznacza ząb, jest to nazwa użyta pierwotnie przez Foxa i jego kolegów. Seeley przypuszczalnie przypisał nowy gatunek do istniejącego już rodzaju, kierując się podobieństwami kości krzyżowych, bez szerszego wytłumaczenia. 

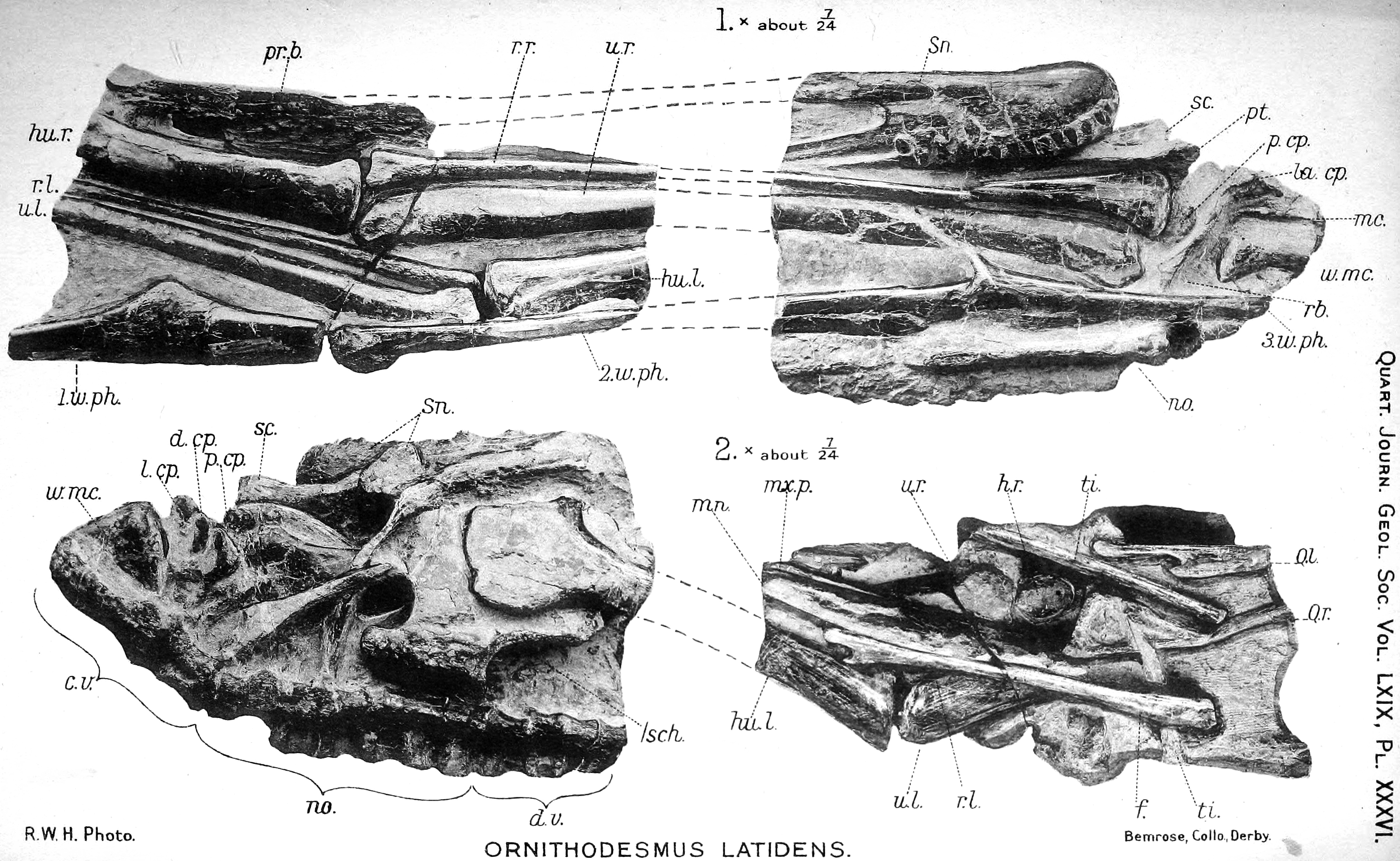
Okaz NHMUK R3877, fotografia wykonana przed pełnym wypreparowaniem

Okaz NHMUK R176 to kiepsko zachowany szkielet składający się z tylnej części czaszki, kręgów szyjnych, mostka, kości krzyżowej, prawej i lewej kości ramiennej, notarium, części kości promieniowej i łokciowej, kości nadgarstka, śródręcza i paliczków podtrzymujących skrzydło. Choć Seeley nie wybrał holotypu O. latidens, opisał i narysował fragmenty NHMUK R176, czyniąc nadanie nazwy z 1901 pewnym zgodnie z zasadami Międzynarodowej Komisji Nomenklatury Zoologicznej. Obecnie opisany przezeń okaz uznawany jest za holotyp. Później badacze zdumiewali się faktem opisu przez Seeleya szczęki czy zębów O. latidens i nazwania go z uwagi na te ostatnie, kiedy jedyny dostępny w 1901 okaz NHMUK R176 nie wydaje się obejmować tych okolic. Tylko część czaszki obecna jest na liście Lydekkera z 1888. Przypuszcza się, że szczęka z żuchwą zaginęły z kolekcji Foxa, wobec czego możliwe jest, że Seeley zdążył je zbadać, zanim zaginęły. Zaginione szczęka z żuchwą mogą stanowić okaz CAMMZ T706, rozpoznany w 1982 przez angielską paleontolog Jenny A. Clack, nie ma jednak udokumentowanej historii sprzed połowy lat sześćdziesiątych XX wieku. 

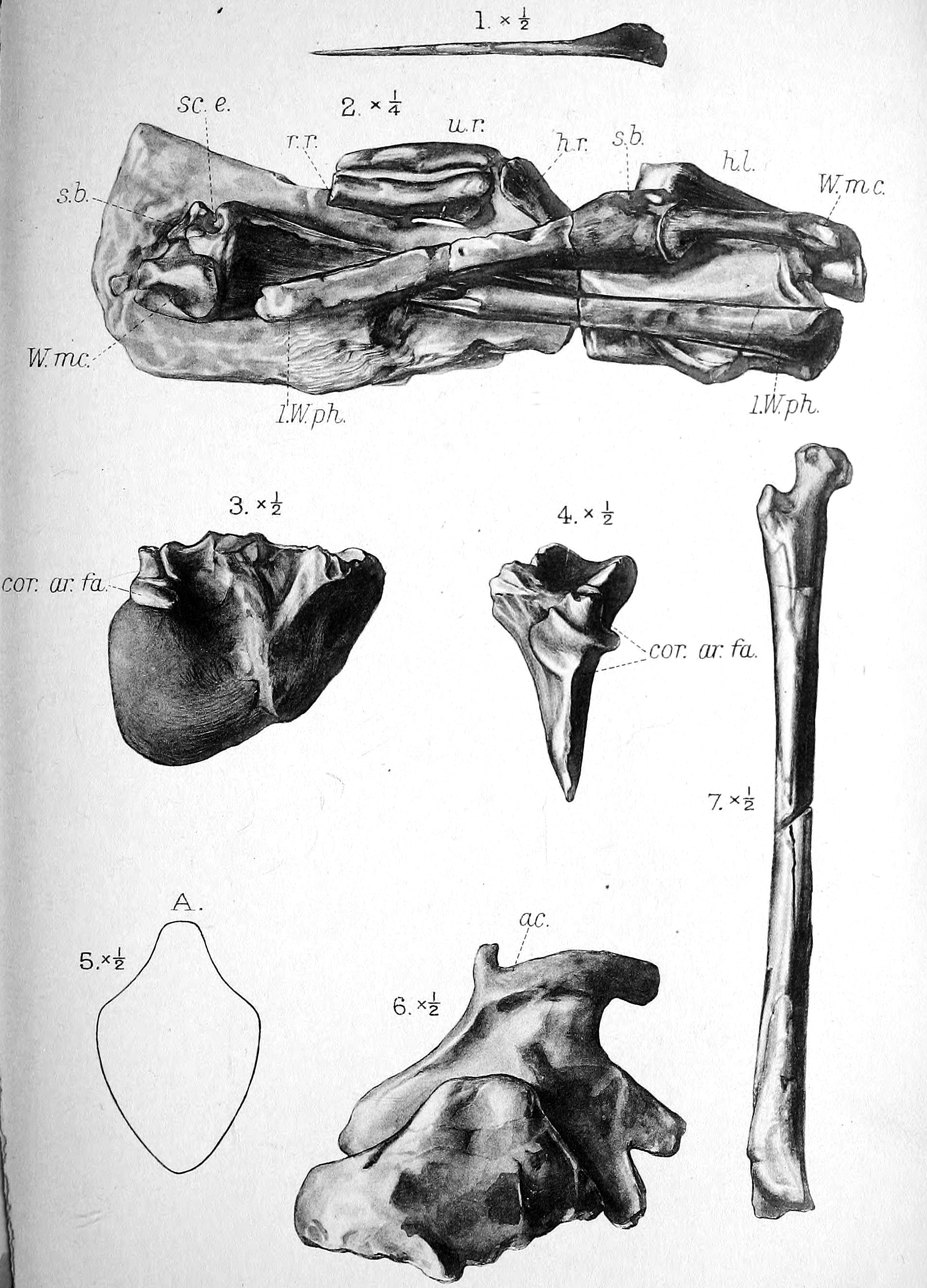
NHMUK R3878 z kośćmi kończyn, mostkiem i kością kulszową NHMUK R3877

W 1913 brytyjski paleontolog amator Reginald W. Hooley opisał dwa nowe okazy O. latidens, znalezione w morzu po osunięciu się skał w pobliżu Atherfield Point na wyspie Wight w 1904. Pierwszy, NHMUK R3877, leżał w trzech blokach skalnych. Składał się z czaszki, kręgów szyjnych i piersiowych, łopatki, kości kulszowej i części kończyn górnych. Drugi okaz, NHMUK R3878, zebrany został w jednym bloku skalnym. Obejmował części obręczy barkowej i kończyn przednich. Okazy te reprezentują najbardziej kompletne szczątki kredowych pterozaurów znalezione w Anglii, a NHMUK R3877 to jedyny znany zachowany w trzech wymiarach szkielet pterozaura przez większą część XX wieku. Kości pterozaurów często bowiem ulegają spłaszczeniu podczas fosylizacji. Hooley przeprowadził szczegółową dyskusję O. latidens i umieścił rodzaj Ornithodesmus w odrębnej rodzinie Ornithodesmidae. Jego artykuł kończył się dyskusją, w której autor zauważył wątpliwości paleontologa Charlesa Williama Andrewsa odnośnie do przynależności O. latidens do rodzaju Ornithodesmus, jako że kręgi okazu, na którym oparto rodzaj, różniły się znacznie od tych ze znaleziska Hooleya. Amerykański paleontolog Samuel W. Williston w dalszej kolejności przejrzał artykuł Hooleya, nie zgadzając się z częścią jego konkluzji dotyczących anatomii i klasyfikacji zwierzęcia. Po ukazaniu się monografii Hooleya niewiele już pisano o archozaurze przez resztę XX stulecia. Przez dekady nie znaleziono szczątków podobnego doń pterozaura.

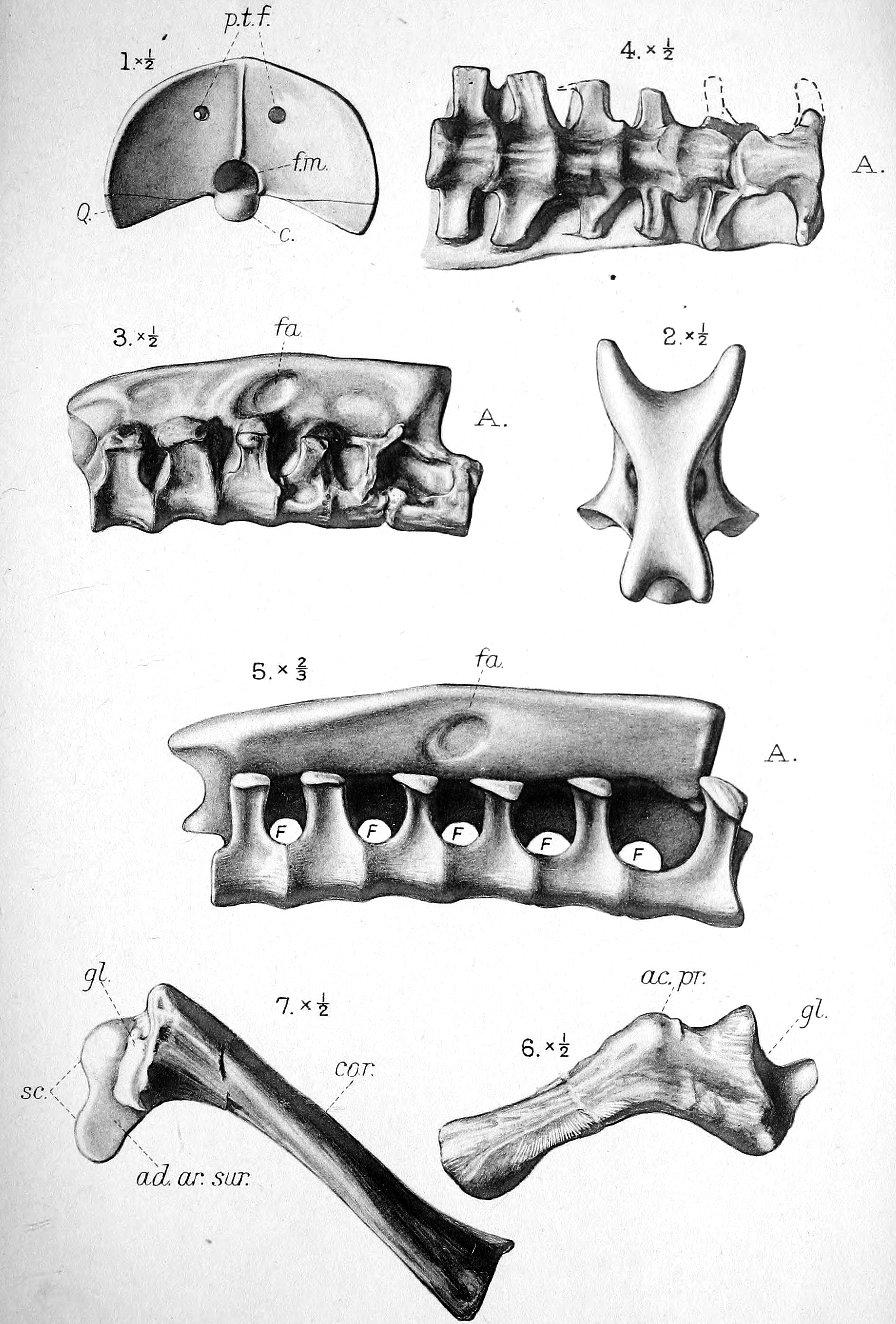
Rekonstrukcja potylicy, notarium, kręgów szyjnych i łopatki autorstwa Gertrudy Woodward (1913)

W 1993 brytyjscy paleontolodzy Stafford C. Howse i Andrew C. Milner doszli do wniosku, że holotypowa kość krzyżowa i jedyny okaz O. cluniculus nie należą w ogóle do pterozaura, ale do dinozaura z grupy maniraptorów. Do podobnej konkluzji doszedł niezależnie od nich brytyjski paleontolog Christopher Bennett. Howse i Milner wskazali na brak szczegółowych prób porównania kości krzyżowej O. cluniculus z należącymi do pterozaurów i w efekcie na traktowanie O. latidens jako gatunku typowego rodzaju Ornithodesmus. Jeden z autorów uznał nawet oryginalny gatunek za synonim nowszego. Jako niewątpliwy gatunek pterozaura "O." latidens potrzebował więc nowej nazwy rodzajowej. W 2001 Howse, Milner i David Martill przenieśli "O." latidens do nowego rodzaju Istiodactylus. Nazwę ukuli od greckiego istion, "żeglować", i daktylos, "palec", odnosząc się w ten sposób do skrzydeł wielkich pterozaurów. Wprowadzili również nową rodzinę monotypową Istiodactylidae.
Kolejne okazy istiodaktyla znajdywano później na wyspie Wight. Zalicza się do nich IWCMS 2003.40, fragmentaryczna kość zębowa mogąca należeć do młodocianego osobnika, i izolowane zęby znajdywane od 2002. Na początku XXI wieku doniesiono o odkryciach nowych Istiodactylidae w Chinach. W 2006 Brian Andres i Ji Qiang nazwali drugi gatunek w rodzaju Istiodactylus I. sinensis, pochodzący z chińskiej formacji Jiufotang. Epitet gatunkowy pochodzi od greckiego sino, odnoszącego się do Chin. Bazowano na fragmentarycznym szkielecie. Autorzy widzieli w nim znaczne podobieństwo do I. latidens, choć był on znacznie mniejszy, o rozpiętości skrzydeł 2,7 m, miał też więcej zębów. W 2006 Lü Jun-Chang i współpracownicy doszli do wniosku, że I. sinensis stanowi młodszy synonim Nurhachius ignaciobritoi z tej samej formacji. W 2008 Lü i współpracownicy zamiast tego uznali, że Longchengpterus zhaoi jest gatunkiem siostrzanym I. sinensis, sugerując ponadto, że mogły one nawet należeć do tego samego gatunku.

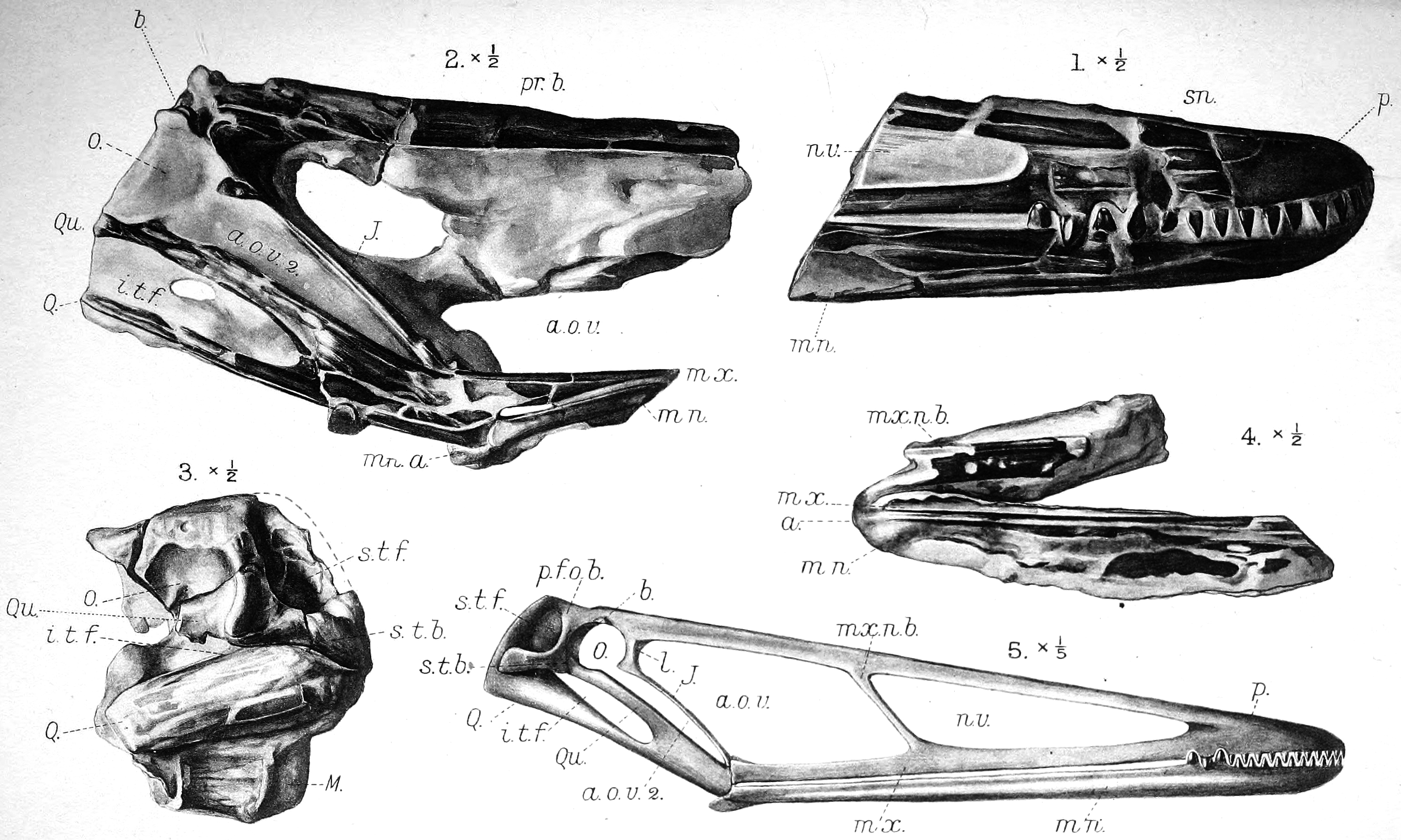
Fragmenty czaszki NHMUK R3877 i R176, z rekonstrukcją czaszki o długim pysku wedle Hooleya z 1913

W 2012 brytyjski paleontolog Mark P. Witton ogłosił powtórne odkrycie fragmentu pyska okazu NHMUK R3877, zapomnianego w szufladzie na wiek, być może usuniętego krótko po publikacji Hooleya w 1913. Choć Hooley dołączył ilustrację tego fragmentu, nie włączył go w swą rekonstrukcję czaszki, a zaproponowana przezeń długość pyska była powielana przez autorów aż do doniesienia Wittona. Ten ostatni doszedł do wniosku, że fragment reprezentuje prawie całą brakującą część czaszki, zasugerował, że czaszka była znacznie krótsza, niż poprzednio przyjmowano, czyniąc zarazem I. latidens bardzo różniącym się od innych przedstawicieli swej rodziny. Nowa rekonstrukcja czaszki oparta na poglądzie Wittona różniła się od czaszki I. sinensis tak bardzo, że doszedł on do konkluzji, że nie należały one do tego samego rodzaju, z drugiej jednak strony odradzał przeniesienie I. sinensis do odrębnego rodzaju. Witton zauważył, że dwa gatunki istiodaktyla zgrupowano w poprzednim badaniu wraz z Liaoxipterus brachyognathus, wobec czego I. sinensis może należeć do rodzaju Liaoxipterus, być może nawet do tego samego gatunku, jako że szczątki ich znaleziono w tej samej formacji geologicznej, a dzieliło je tylko kilka różnic. Prowizorycznie pozostawił istniejącą taksonomię, czekając na dalsze badania.

## Systematyka
W 1913 Hooley stwierdził podobieństwo czaszki i zębów "O." latidens do spotykanych u pterozaurów skafognata i dimorfodonta. Uznał je nawet za zmodyfikowaną formę tego pierwszego. Późniejsi autorzy klasyfikowali znalezisko wśród krótkoogonkowych Pterodactyloidea. Od lat osiemdziesiątych XX wieku zwierzę lokowane jest ogólnie najbliżej ornitocheira i pteranodonta, na podstawie komputerowych analiz kladystycznych. W 2003 wyłoniły się dwie rywalizujące szkoły klasyfikacji pterozaurów, reprezentowane przez Davida Unwina i Alexandra W. Kellnera; obie zaliczyły istiodaktyla do Ornithocheiroidea, jednak dokładna struktura i zakres grup różniła się pomiędzy badaniami. W obrębie Ornithocheiroidea Unwin lokował Istiodactylidae (w tamtym czasie rodzinę monotypową) w grupie z bezzębnymi Pteranodontidae, natomiast Kellner grupował ją z uzębionymi Ornithocheiridae. W 2014 Brian Andres i współpracownicy umieścili Istiodactylidae w kladzie Lanceodontia, składającym się z uzębionych Ornithocheiromorphia, a wykluczającym formy takie jak Pteranodon.
Na początku XXI wieku odkryto kolejnych przedstawicieli rodziny Istiodactylidae, a wielu z odkryć dokonywano krótko po sobie, wobec czego wewnętrzne powiązania w grupie pozostają cały czas niejasne i wymagają powtórnej analizy. Wszystkie pozostałości istiodaktylidów pochodzą z osadów półkuli północnej. Datuje się je od barremu do aptu w epoce kredy wczesnej. Różnią się od innych pterozaurów kształtem i pozycją zębów, szerokim pyskiem, zwężonymi oczodołami i dużym otworem nosowo-przedoczodołowym. Poniższy kladogram pochodzi z analizy Wittona z 2012, w której zalicza on do Istiodactylidae 5 taksonów i używa kilku grup zewnętrznych jako punktów odniesienia:

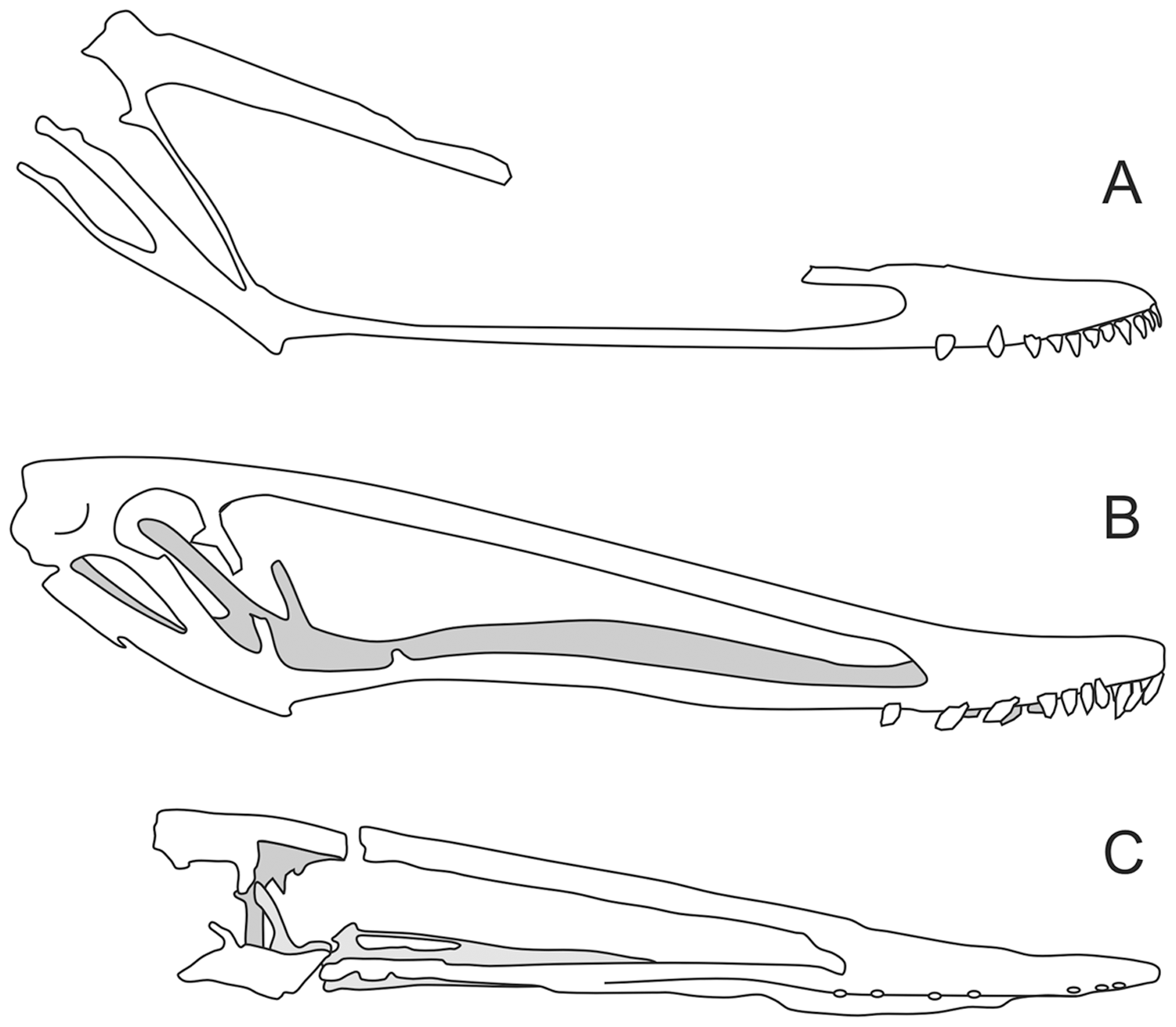
Czaszki Istiodactylidae: A) I. latidens (B) I. sinensis (C) Nurhachius

|  | Nurhachius ignaciobritoi |
|  | |
|  | Longchengpterus zhaoi |
|  | |
|  | \| \| Istiodactylus latidens \| \| \| \| \| \| Istiodactylus sinensis \| \| \| \| \| \| Liaoxipterus brachyognathus \| \| \| \| |
|  | |
|  | Istiodactylus latidens |
|  | |
|  | Istiodactylus sinensis |
|  | |
|  | Liaoxipterus brachyognathus |
|  | |

|  | Istiodactylus latidens      |
|  |                             |
|  | Istiodactylus sinensis      |
|  |                             |
|  | Liaoxipterus brachyognathus |
|  |                             |

|  | Nurhachius ignaciobritoi |
|  | |
|  | Longchengpterus zhaoi |
|  | |
|  | \| \| Istiodactylus latidens \| \| \| \| \| \| Istiodactylus sinensis \| \| \| \| \| \| Liaoxipterus brachyognathus \| \| \| \| |
|  | |
|  | Istiodactylus latidens |
|  | |
|  | Istiodactylus sinensis |
|  | |
|  | Liaoxipterus brachyognathus |
|  | |

|  | Istiodactylus latidens      |
|  |                             |
|  | Istiodactylus sinensis      |
|  |                             |
|  | Liaoxipterus brachyognathus |
|  |                             |

|  | Nurhachius ignaciobritoi |
|  | |
|  | Longchengpterus zhaoi |
|  | |
|  | \| \| Istiodactylus latidens \| \| \| \| \| \| Istiodactylus sinensis \| \| \| \| \| \| Liaoxipterus brachyognathus \| \| \| \| |
|  | |
|  | Istiodactylus latidens |
|  | |
|  | Istiodactylus sinensis |
|  | |
|  | Liaoxipterus brachyognathus |
|  | |

|  | Istiodactylus latidens      |
|  |                             |
|  | Istiodactylus sinensis      |
|  |                             |
|  | Liaoxipterus brachyognathus |
|  |                             |

|  | Nurhachius ignaciobritoi |
|  | |
|  | Longchengpterus zhaoi |
|  | |
|  | \| \| Istiodactylus latidens \| \| \| \| \| \| Istiodactylus sinensis \| \| \| \| \| \| Liaoxipterus brachyognathus \| \| \| \| |
|  | |
|  | Istiodactylus latidens |
|  | |
|  | Istiodactylus sinensis |
|  | |
|  | Liaoxipterus brachyognathus |
|  | |

|  | Istiodactylus latidens      |
|  |                             |
|  | Istiodactylus sinensis      |
|  |                             |
|  | Liaoxipterus brachyognathus |
|  |                             |

W 2014 Andres i współpracownicy umieścili I. latidens, I. sinensis i Liaoxipterus w nowej podrodzinie w obrębie Istiodactylidae, której nadali nazwę Istiodactylinae. Rodzaje takie jak Hongshanopterus i Haopterus były wtedy uznawane za Istiodactylidae, wypadły jednak z tej grupy. Oprócz istiodaktylidów z Chin zęby wskazują na obecność przedstawicieli rodziny w Hiszpanii i innych miejscach Wielkiej Brytanii. Dwie skamieniałości z Ameryki Północnej wcześniej uznawane za podobne do istiodaktylidów obecnie uważa się za nieprawidłowo rozpoznane. Fragment żuchwy z formacji Morrison prawdopodobnie pozostawił po sobie pterozaur innej grupy, a Gwawinapterus najprawdopodobniej był rybą. Okaz Istiodactylus NHMUK R3877 pozostaje najlepiej zachowanym szkieletem Istiodactylidae, a pewne szczegóły anatomiczne tej grupy znane są tylko z jego przypadku.

## Paleobiologia

### Pożywienie

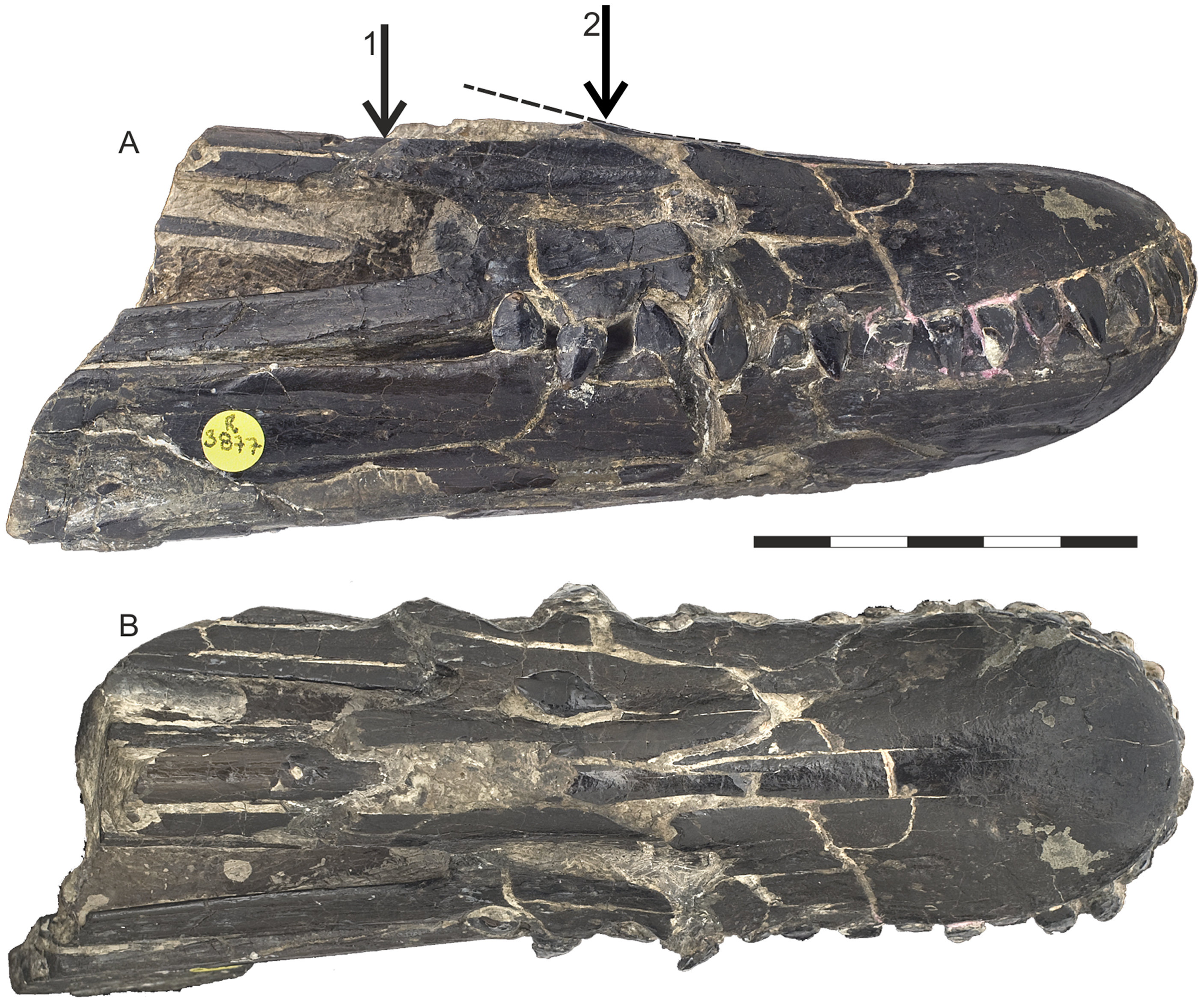
Pysk i zęby NHMUK R3877 widziane z prawej strony i z góry

Bazując na długopyskiej rekonstrukcji swego autorstwa z 1913, Hooley uznał dziób Istiodactylus za podobny do posiadanego przez ptaki takie jak czaplowate, bocianowate i brzytwodzioby. Zasugerował, że istiodaktyl żywił się rybami, okazjonalnie zanurzając się w wodzie w pogoni za zdobyczą. W 1991 niemiecki paleontolog Peter Wellnhofer porównał przedni skraj szczęki i żuchwy Istiodactylus z kaczym, zwracając uwagę, że nie był to "kaczodzioby pterozaur" (jak go powszechnie nazywano) z powodu silnych zębów. Zasugerował, że pasujące do siebie naprzemiennie zęby i szeroki pysk wskazują na rybożerność. Howse i współpracownicy odkryli, że wyróżniające się zęby oznaczają wyspecjalizowaną dietę bądź technikę żywienia się. Zasugerowali, że zwierzę mogło kawałkować mięso zdobyczy bądź padliny w sposób przywodzący na myśl foremkę do ciasteczek, bądź też gryząc i skręcając głową. Zwrócili również uwagę na pochodzenie znaleziska z osadów kontynentalnych. Mogło więc prowadzić tryb życia padlinożercy podobny do sępa czy marabuta. W 2010 Attila Ősi zgodził się, że Istiodactylus potrafił odcinać porcje mięsa w powyższy sposób, dodając, że nie był zdolny obrabiać pokarm precyzyjnym zgryzem.
W 2012 Witton zwrócił uwagę, że zęby istiodaktyla nie przypominały powiększonych i zakrzywionych zębów pterozaurów takich jak Rhamphorhynchinae czy ornitocheiry, idealnych do łapania śliskiej zdobyczy. Zamiast tego brzytwobrzegie zęby lepiej pasowałyby do ogałacania kości z mięsa, aniżeli chwytania ryb. Witton dyskutował również niepublikowaną dysertację Michaela Fastnachta, na podstawie obliczeń biomechanicznych przewidującego u istiodaktyla odfiltrowywanie pokarmu w sposób wykorzystywany przed dzisiejsze kaczki. Witton odkrył, że Fastnacht nieprawidłowo zrekonstruował czaszkę, przykładowo czyniąc dziób zbyt szerokim i długim, otrzymując w rezultacie fałszywe podobieństwo do kaczego. Zwracając uwagę na niepodobieństwo do szerokiego, spłaszczonego, łopatkowatego dzioba kaczki i nieprzystosowanie zębów do filtracji, obalił pomysł kaczego stylu życia istiodaktyla.

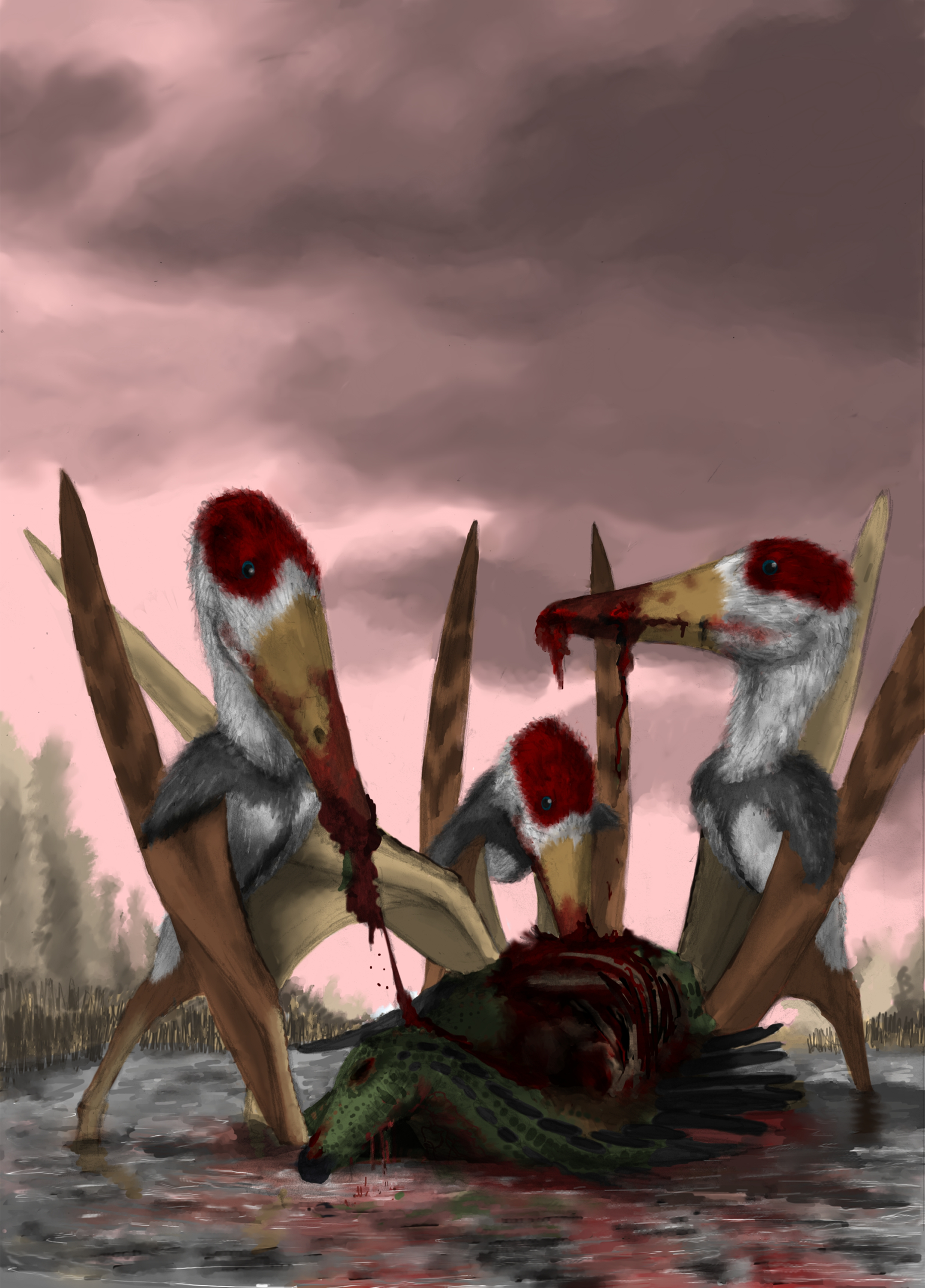
Rekonstrukcja grupy istiodaktyli żerujących na truchle stegozaura w korycie płytkiej rzeki, Witton, 2012

Witton dopracowywał pomysł istiodaktyla-padlinożercy w 2012 i 2013. Padlinożerne ptaki prezentują mozaikę silnych i słabych fragmentów czaszki. Nie muszą walczyć ze swą zdobyczą, muszą za to wyrywać i wyszarpywać kawałki zwłok. W porównaniu z ptakami drapieżnymi mają one stosunkowo małe oczy, nie muszą bowiem wypatrywać ukrywającej się ofiary ani też przeprowadzać ostrożnie opracowanych ataków. Istiodactylus wydaje się posiadać silne mięśnie szczęki/żuchwy, zapewniające dużą siłę zgryzu. Głęboka czaszka pomagała oprzeć się zginaniu podczas ciągnięcia mięsa. Poszczególne kości czaszki były zaś smukłe i cienkie, a rząd zębów krótki, co wskazuje, że Istiodactylus nie wymagał ich wzmocnienia dla polowań, nie musiał walczyć z szamocącą się ofiarą. Razem cechy te wskazują, że istiodaktyl żywił się dużą zdobyczą, wymagającą dla jej obróbki silnych szczęki i żuchwy, ale na tyle nieruchomej, że naprężenia szczęki i żuchwy mogły być kontrolowane podczas jedzenia. Oczy zwierzęcia także zdają się względnie niewielkie w porównaniu z pterozaurami podejrzewanymi o drapieżnictwo, jak ornitocheirydy. Witton doszedł do wniosku, że wśród pterozaurów istiodaktyl wydaje się najlepiej zaadaptowanym do padlinożerności. Wyobrażał sobie istiodakltylidy opuszczające zwłoki, gdy przyciągnęły one silniejszych mięsożerców, ale wracające, by dokończyć ucztę na szczątkach po nasyceniu się rywali.
W 2014 Martill zasugerował, że odontoid na szczycie istiodaktylej żuchwy wypełniał przestrzeń tam, gdzie nie było zębów. Kompletne łukowate ugryzienie byłoby potrzebne do odrywania kęsów, które w innym przypadku wisiałyby na nitce pozostałego mięsa. Martill stwierdził, że znanych jest kilka innych zwierząt o zębach podobnych jak u istiodaktyla, zauważył jednak podobieństwo do różnorakich rekinów i gadów, w tym do rekina foremkowego, który zadaje rybom, ale też zwierzętom znacznie większym od siebie (w tym wielorybom) podobne ugryzienia. Istiodactylus mógł w podobny sposób zadawać okrężne ugryzienia większym od siebie zwierzętom, jak dinozaury czy krokodyle, ale może także rybom, na przykład gryząc po grzbietach przy powierzchni wody. Martill stwierdził odmienności między czaszkami Istiodactylus i współczesnych padlinożerców, jak brak ostrego i ostro zakończonego dzioba, co czyniło go mniej przydatnym do rozrywania mięsa, ale długa szyja mogła zapewniać wystarczającą siłę dla odrywania, a pazury na palcach dłoni mogły służyć manipulowaniu truchłem. Martill zgodził się, że Istiodactylus był najprawdopodobniej padlinożercą używającym swych potężnych zębów do odzierania z mięsa kości, na co wskazywały ślady zużycia na czubkach zębów (zaproponował poszukiwania śladów odzierania z mięsa na kościach dinozaurów). Zasugerował także, że jeśli istiodaktyle odzierały ostatnie mięso ze zwłok jak marabuty, to były na końcu kolejki do mięsa.

### Poruszanie się

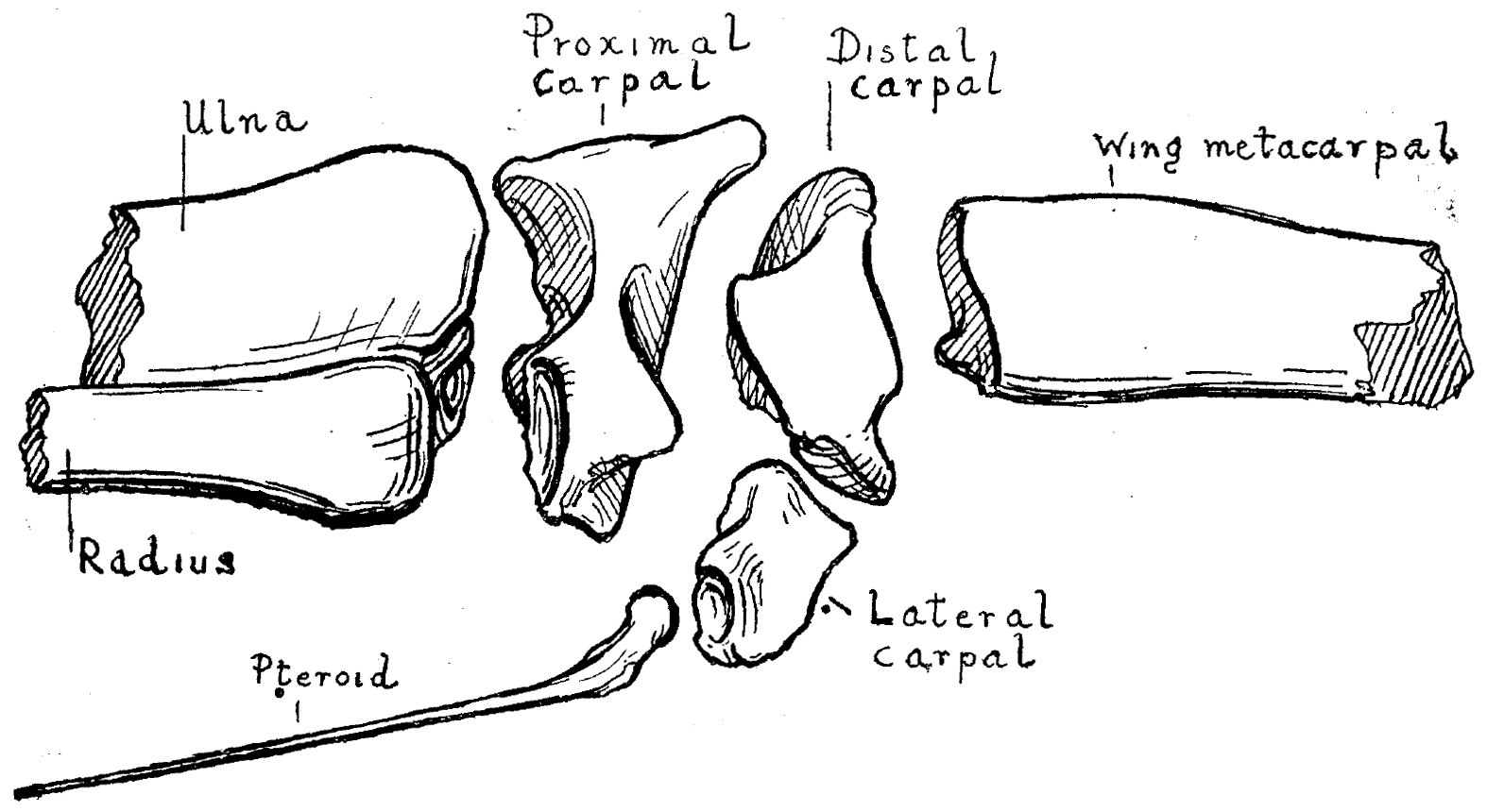
Niepołączone stawowo kości nadgarstka, Hankin & Watson, 1914

Elementy skrzydeł Istiodactylus używano do modelowania mechaniki skrzydeł pterozaurów, czego dokonywali Ernest H. Hankin i David M. S. Watson w 1914 oraz Cherrie D. Bramwell i George R. Whitfield w 1974. Nie przebadano jednak pewnych szczegółów techniki lotu istiodaktylidów. Witton zasugerował, że Istiodactylidae były energicznymi lotnikami, kierując się powiększonym obszarem przyczepu niektórych mięśni, tzw. downstroke musculature, a także dobrze rozwiniętymi kośćmi klatki piersiowej i ramiennymi. Prawdopodobnie dużo czasu spędzały w powietrzu. Skrzydła tworzyły błony przyłączone do skróconego tułowia, krótkich tylnych i długich przednich kończyn. Dzięki temu tworzyły się duże skrzydła o wysokim wydłużeniu płata i niskim obciążeniu powierzchni. Skrzydła istiodaktylida Nurhachius porównywano z należącymi do współczesnych ptaków szybujących. Mogły idealnie nadawać się do niskoenergetycznego szybowania, potrzebnego podczas poszukiwań padliny. Lot jest bardzo ważny dla ptaków padlinożernych, pomaga im znajdywać, docierać do i spożywać mięso, nim zwłoki znajdą lądowi padlinożercy. Skrzydła istiodaktylidów wydają się krótsze niż należące do Ornitocheiroidea, bardziej zaadaptowane do szybowania nad oceanem. Ich skrzydła są lepiej przystosowane do przerywania lotu i lądowania. Współczesne ptaki szybujące nad lądem mają krótsze i głębsze skrzydła, niż oceaniczne. Kształt skrzydła Istiodactylidae wskazuje na preferencję warunków lądowych.

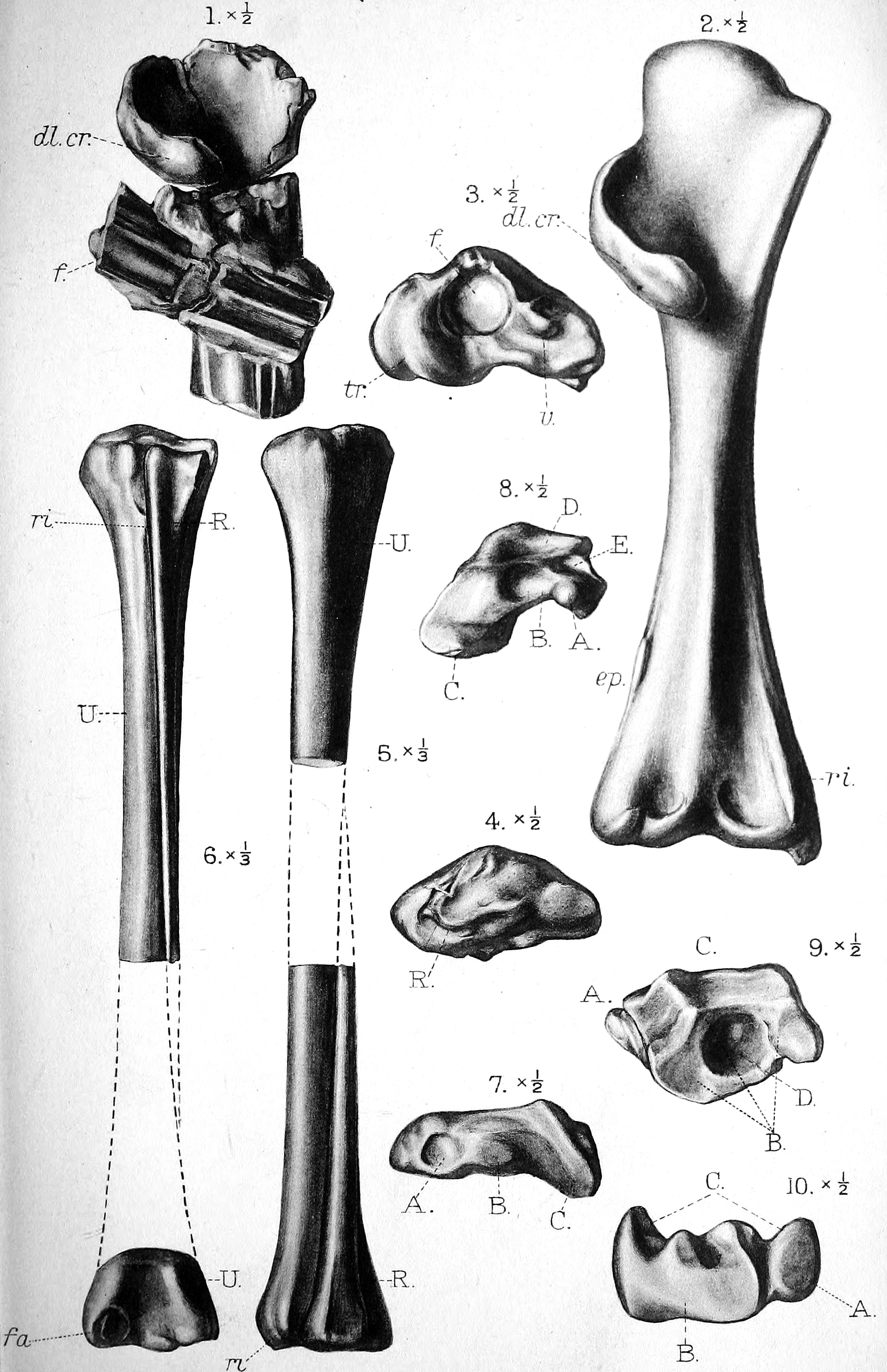
Kości kończyn: kość ramienna, kość łokciowa, kość promieniowa, nadgarstek

Witton odkrył też, że z powodu ich względnie lżejszej muskulatury umożliwiającej latanie, Istiodactylidae był zaadaptowane do rozpoczynania lotu z ziemi jak sępy, a nie z wody, jak w przypadku innych ornitocheiroidów. Rozważał także fakt, że skamieniałości istiodaktylidów znajdowane są głównie w osadach reprezentujących wody słodkie bądź słonawe o znacznym dopływie z lądu. Wspiera to pogląd o padlinożerności nad lądem. Wittonowi wydawało się nieprawdopodobne, że Istiodactylidae i ich krewni byli szczególnie sprawni na ziemi w związku z ich nieproporcjonalnymi kończynami, choć pomimo niewielkich tylnych łap miały one względnie duże mięśnie uda. Wspomniany autor odkrył też, że stopy istiodaktyla były zbyt małe w porównaniu z wielkością ciała, by mogły służyć wspinaniu się bądź zawieszeniu, jak wcześniej sugerowano.

## Paleoekologia
Istiodactylus znany jest z formacji Wessex i młodszej, zachodzącej nań formacji Vectis grupy Wealden na wyspie Wight. Formacje te datowane są na interwał od barremu do wczesnego aptu w kredzie wczesnej, powstały około 120 milionów lat temu. Nie jest pewne, z której z nich zebrano pierwsze szczątki istiodaktyla, mogła to być formacja Wessex, w której znajdywano izolowane zęby Istiodactylus. Formacja Wessex składa się z warstw fluwialnych. Odłożył je meandrujący system rzeczny. Rzeka płynęła z zachodu na wschód i zajmowała basen Wessex. Okazy Hooleya pochodzą z formacji Vectis. Zostały one inkrustowane pirytem, co jest typowe dla tamtejszych skamieniałości. Formacja Vectis zawiera osady brzegowe i przybrzeża w środowisku zdominowanym przez fale. We wczesnej kredzie dzisiejsza południowa Anglia cechowała się średnią temperaturą między 20 a 25 °C. Formacja Wessex powstała w klimacie półsuchym, podobnym do panującego dziś w rejonie śródziemnomorskim.
Roślinność porastająca formację Wessex przypominała sawannę lub chaparral. Obejmowała Caytoniales, sagowcowe, miłorzębowe, iglaste i okrytonasienne. Inne pterozaury tej formacji obejmowały Caulkicephalus, "Ornithocheirus nobilis" (uznawany za gatunek wątpliwy), nieokreślonego bliżej przedstawiciela Ctenochasmatinae, azdarchoidy i jeden bądź dwa nieokreślone bliżej Istiodactylidae. Różnorodność jest porównywalna do obserwowanej w innych częściach świata w kredzie wczesnej. Brak bezzębnych pterozaurów może wynikać z procesów tafonomicznych. Dinozaury formacji Wessex to teropody Ornithodesmus, neowenator, aristozuch, Thecocoelurus i Calamospondylus; zauropody pelorozaur i chondrosteozaur; ornitopody iguanodon, hipsylofodon i waldozaur; ankylozaur polakant, ponadto ptaki. Wśród innych zwierząt wymienia się ślimaki, małże, ryby kostnoszkieletowe, ryby chrzęstnoszkieletowe, Lissamphibia, jaszczurki, żółwie, krokodyle i ssaki.